# Женска рагби 7 репрезентација Русије
Женска рагби 7 репрезентација Русије је репрезентација која представља Русију у олимпијском спорту рагбију седам. Руска женска репрезентација је 7 пута била шампион Европе. Највише утакмица за Русију одиграо је Бајзат Хамидова (203 утакмице) која је такође најбољи поентер (600) и је дао највише есеја (120 есеја). Капитен репрезентације је Аљона Тирон.

## Успеси
- Олимпијске игре:
  - Четвртфинале: 2020 (као екипа ОКР)
- Светско првенство
  - Четвртфинале (2): 2013, 2018
- Европско првенство:
  - Шампиони (7): 2013, 2014, 2016, 2017, 2018, 2019, 2021
- Светска серија:
  - Пето место (3): 2012/2013, 2013/2014, 2016/2017

## Састав
Састав за Летње олимпијске игре 2020. (као репрезентација ОКР)
| №  | Име               | Висина | Маса  | Датум рођења       | Клуб у 2021.    |
| -- | ----------------- | ------ | ----- | ------------------ | --------------- |
| 1  | Дарја Норицина    | 1,65 м | 66 кг | 20. јул 1996.      | ВВА-Подмосковје |
| 2  | Марија Погребњак  | 1,68 м | 66 кг | 1. јул 1996.       | ВВА-Подмосковје |
| 3  | Дарја Шестакова   | 1,65 м | 63 кг | 6. фебруар 1996.   | ЦСКА            |
| 4  | Аљона Тирон (К)   | 1,70 м | 70 кг | 8. децембар 1993.  | ЦСКА            |
| 5  | Бајзат Хамидова   | 1,85 м | 75 кг | 31. август 1990.   | Јенисеј-СТМ     |
| 6  | Јана Данилова     | 1,70 м | 66 кг | 7. мај 1996.       | ВВА-Подмосковје |
| 7  | Кристина Середина | 1,68 м | 70 кг | 24. децембар 1994. | ЦСКА            |
| 8  | Марина Кукина     | 1,73 м | 67 кг | 22. август 1993.   | ВВА-Подмосковје |
| 9  | Дарја Лушина      | 1,68 м | 66 кг | 1. новембар 1996.  | Кубањ           |
| 10 | Јелена Здрокова   | 1,75 м | 64 кг | 26. децембар 1996. | ЦСКА            |
| 11 | Надежда Созонова  | 1,65 м | 66 кг | 14. август 1991.   | ЦСКА            |
| 12 | Анна Баранчук     | 1,69 м | 65 кг | 18. децембар 1993. | ЦСКА            |
| 13 | Алина Артерчук    | 1,65 м | 60 кг | 13. октобар 1995.  | Јенисеј-СТМ     |

Селектор: Андреј Кузин

## Други познатији играчи
- Анна Гавриљук
- Диана Глушенко
- Викторија Ем
- Снежанна Куљкова
- Марија Молокоједова
- Анастасија Мухарjамова
- Арина Москаленко
- Јекатерина Скоромко
- Дарја Фефелова
- Наврат Хамидова

- Анна Гавриљук
- Јана Данилова
- Марина Кукина
- Снежанна Куљкова
- Дарја Лушина
- Арина Москаленко
- Анастасија Мухарјамова
- Дарја Норицина
- Кристина Середина
- Аљона Тирон
- Бајзат Хамидова
- Дарја Шестакова